# Пјанеца (Парма)
Пјанеца (итал. Pianezza) је насеље у Италији у округу Парма, региону Емилија-Ромања.
Према процени из 2011. у насељу је живело 31 становника. Насеље се налази на надморској висини од 222 м.